# Dret de barra
El dret de barra, o bústia, fou una taxa creada a mitjans del segle xiv a Catalunya que es pagava in situ als principals camins del país per tal de finançar-ne el manteniment. La política pública d'arranjament dels camins havia començat el segle anterior, majoritàriament a iniciativa dels municipis.